# Liste der Monuments historiques in Noisy-le-Grand
Die Liste der Monuments historiques in Noisy-le-Grand führt die Monuments historiques in der französischen Gemeinde Noisy-le-Grand auf.

## Liste der Bauwerke
| Bezeichnung                                           | Beschreibung | Standort                                    | Kennzeichnung | Schutzstatus   | Datum     | Bild           |
| ----------------------------------------------------- | ------------ | ------------------------------------------- | ------------- | -------------- | --------- | -------------- |
| Kapelle Notre-Dame-des-Sans-Logis-et-de-Tout-le-Monde |              | 77, rue Jules-Ferry (Lage)                  | PA93000028    | Inscrit Classé | 2015 2016 | weitere Bilder |
| Friedhofskreuz                                        |              | (Lage)                                      | PA00079941    | Inscrit        | 1926      | weitere Bilder |
| Domaine de Villeflix                                  |              | 10, allée de la Grotte (Lage)               | PA93000013    | Inscrit        | 2000      | weitere Bilder |
| Kirche Saint-Sulpice                                  |              | Rue de la Baignade Allée de l’Église (Lage) | PA00079942    | Inscrit        | 1999      | weitere Bilder |

## Liste der Objekte
- Monuments historiques (Objekte) in Noisy-le-Grand in der Base Palissy des französischen Kultusministeriums